# Oxyurichthys uronema
Oxyurichthys uronema és una espècie de peix de la família dels gòbids i de l'ordre dels cipriniformes que es troba a Indonèsia.